# پیورکس
پیورکس (انگلیسی: Purex) یک برند پودر لباسشویی و محصولات مربوط به لباسشویی است که توسط شرکت هنکل کالاهای مصرفی آمریکای شمالی تولید و در ایالات متحده آمریکا و کانادا به بازار عرضه می‌شود. پیورکس یکی از پرمصرف‌ترین شوینده‌های لباسشویی در آمریکای شمالی است. محصول اصلی آن سفیدکننده پیورکس، رقیب اصلی سفید کننده کلراکس بود. این نام تجاری همچنین برای خطی از محصولات «تقویت کننده عطر» به نام پیورکس کریستالز در شستشو استفاده می‌شود. برند پیورکس کریستالز در ابتدا به عنوان یک محصول نرم‌کننده پارچه در شستشو عرضه شد.